# 改良トラウズル試験
改良トラウズル試験（かいりょうトラウズルしけん）とは国連勧告試験に採用されている火薬類の試験方法の一種でトラウズル試験を改良した物である。

## 試験方法
円柱型鉛ブロックの孔の中で試料となる爆薬6グラムを爆発させて試験後の孔の大きさを測定して判定する。
孔の大きさによって試験結果によって危険性を三分類する。
- 直径12センチ以上　低くない(Not Low)
- 直径3センチ以上　低い(Low)
- 直径3センチ以下  無い(No)